# Petite montagne du Jura
Petite montagne du Jura este o arie protejată (arie de protecție specială avifaunistică — SPA) din Franța întinsă pe o suprafață de 38.293 ha, integral pe uscat.

## Localizare
Centrul sitului Petite montagne du Jura este situat la coordonatele 46°29′48″N 5°38′05″E / 46.49667°N 5.63472°E.

## Înființare
Situl Petite montagne du Jura a fost declarat arie de protecție specială avifaunistică în baza directivei 79/409 din 1979 referitoare la conservarea păsărilor sălbatice pentru a proteja 67 de specii de animale.

## Biodiversitate
Situată în ecoregiunea continentală, aria protejată nu include niciun habitat protejat.
La baza desemnării sitului se află mai multe specii protejate de  păsări (67): lăcar-de-lac (Acrocephalus scirpaceus), minunița (Aegolius funereus), ciocârlie-de-câmp (Alauda arvensis), pescăruș albastru (Alcedo atthis), lăstunul mare (Apus apus), acvilă de munte (Aquila chrysaetos), stârc cenușiu (Ardea cinerea), stârc roșu (Ardea purpurea), rață-cu-cap-castaniu (Aythya ferina), rața moțată (Aythya fuligula), rață roșie (Aythya nyroca), cocoșul de mesteacăn (Bonasa bonasia), buha (Bubo bubo), pasărea ogorului (Burhinus oedicnemus), caprimulg (Caprimulgus europaeus), barză albă (Ciconia ciconia), barză neagră (Ciconia nigra), șerpar (Circaetus gallicus), erete de stuf (Circus aeruginosus), erete vânăt (Circus cyaneus), erete cenușiu (Circus pygargus), lăstun de casă (Delichon urbica), ciocănitoarea de stejar (Dendrocopos medius), ciocănitoare neagră (Dryocopus martius), egretă albă (Egretta alba), presură de grădină (Emberiza hortulana), presură de stuf (Emberiza schoeniclus), șoim de iarnă (Falco columbarius), șoim călător (Falco peregrinus), lișiță (Fulica atra), becațină comună (Gallinago gallinago), cufundar mare (Gavia immer), cocor (Grus grus), codalb (Haliaeetus albicilla), Hippolais polyglotta, rândunică (Hirundo rustica), sfrâncioc roșiatic (Lanius collurio), sfrâncioc mare (Lanius excubitor), Locustella naevia, ciocârlie de pădure (Lullula arborea), ferestraș mic (Mergus albellus), ferestrașul mare (Mergus merganser), gaia neagră (Milvus migrans), gaia roșie (Milvus milvus), muscar sur (Muscicapa striata), culic mare (Numenius arquata), grangur (Oriolus oriolus), vultur pescar (Pandion haliaetus), viespar (Pernis apivorus), codroșul de pădure (Phoenicurus phoenicurus), pitulice de munte (Phylloscopus bonelli), pitulice sfârâitoare (Phylloscopus sibilatrix), ciocănitoare verzuie (Picus canus), corcodel mare (Podiceps cristatus), Ptyonoprogne rupestris, cristei de baltă (Rallus aquaticus), mărăcinar (Saxicola rubetra), mărăcinar negru (Saxicola torquatus), sitar de pădure (Scolopax rusticola), eider (Somateria mollissima), chiră de baltă (Sterna hirundo), turturică (Streptopelia turtur), silvie de zăvoi (Sylvia borin), silvie de câmp (Sylvia communis), silvie-mică (Sylvia curruca), corcodel mic (Tachybaptus ruficollis), nagâț (Vanellus vanellus)
Pe lângă speciile protejate, pe teritoriul sitului au mai fost identificate 33 de specii de păsări.